# Per Fokstad
Per Fokstad, ursprungligen Pavelsen, född den 3 september 1890 i Tana, död den 10 december 1973, var en norsk-samisk lärare och politiker.
Per Fokstad var en pionjär i den samiska kampen för att använda samiska språk i grundskolan. Han växte upp som yngst av fem syskon i en samisktalande familj på en gård i Bonakas i Tana kommun.
Han började lära sig norska först i skolan och utbildade sig på lärarhögskolan i Tromsø, där han tog examen 1912. Samme år började han som lärare på Norskholmen skole i Tana kommun. 
Under tjänstledigheter från lärararbetet studerade han skolåret 1915-16 på Askov folkehøjskole i Vejens kommun i Danmark. Skolåret 1919-20 studerade han på Woodbrooke College i Birmingham i Storbritannien och året därpå på Institut du pantheon de France i Paris. 
Från sin första publicerade artikel 1917 agiterade han för införande av samisk modersmålsutbildning i grundskolan. Vid en konferens 1919 utformade han en resolution som krävde att samiska skulle vara undervisningsspråk under de tre första skolåren, att all religionsundervisning skulle ske på samiska och att norska skulle betraktas som främmande språk i skolor för samiska elever. Detta följdes upp i ett detaljerat förslag till Den parlamentariske skolekommisjon (1923-26). 
Vid sidan av sitt lärararbete i Norskholmens skola och senare som rektor för Bonakas skole engagerade han sig i politik. Han var kommunalstyrelseordförande i Tana 1937-44 och 1945-48. Från 1946/47 var han ordförande i fylkesskolestyret i Finnmark och 1953-63 var han ordförande i Samisk råd for Finnmark, vilket 1963 avlöstes av Norsk Sameråd. Han var också ledamot av regeringens Komite til å utrede samespørsmål 1956-59. Per Fokstad deltog också i bildandet av Norske Samers Riksforbund i Kautokeino 1969.
Han gifte sig 1931 med Aslaug Schøn (1912-98) från Kiby i Vadsø kommun. Paret fick fem barn. 
| ”                                                  | en mann som på mange vis har vært langt forut for sin tid. Derfor har da og mange samer rekna han som en fusentast med ideer som ikke hørte heime i den samiske virkelighets verden. "Fokstad er blitt tullat igjen!" Men se - en mannsalder eller meir seinere har nå en god del av ideene hans blitt realisert likevel | „ |
| – Gutorm Gjessing, citerad av John Gustavsen, 1977 | |   |